# 日本国憲法第46条
日本国憲法 第46条（にほんこく（にっぽんこく）けんぽう だい46じょう）は、日本国憲法の第4章にある条文で、参議院議員の任期について規定している。

## 条文
日本国憲法、e-Gov法令検索。

第四十六条参議院議員の任期は、六年とし、三年ごとに議員の半数を改選する。

## 解説
参議院議員の任期については、衆議院議員より長い六年の任期を保障するとともに、三年ごとの議員半数改選を規定することで、議員の身分の安定を図るとともに、急激な議院構成の変化を和らげることで、衆議院とは異なり長期的かつ安定的な視点から参議院において審議が図られることを期待する趣旨である。

## 沿革

### 大日本帝国憲法
東京法律研究会 p.9

第三十四條貴族院ハ貴族院令ノ定ムル所ニ依リ皇族華族及勅任セラレタル議員ヲ以テ組織ス

### 憲法改正要綱
「憲法改正要綱」、国立国会図書館「日本国憲法の誕生」。

十三第三十三条以下ニ「貴族院」トアルヲ「参議院」ト改ムルコト
十四第三十四条ノ規定ヲ改メ参議院ハ参議院法ノ定ムル所ニ依ル選挙又ハ勅任セラレタル議員ヲ以テ組織スルモノトスルコト

### GHQ草案
なし

### 憲法改正草案要綱
「憲法改正草案要綱」、国立国会図書館「日本国憲法の誕生」。

第四十二参議院議員ノ任期ハ第一期ノ議員ノ半数ニ当ル者ノ任期ヲ除クノ外六年トシ三年毎ニ議員ノ半数ヲ改選スルコト

### 憲法改正草案
「憲法改正草案」、国立国会図書館「日本国憲法の誕生」。

第四十二条参議院議員の任期は、六年とし、三年ごとに議員の半数を改選する。